# Cuba (1911)
Cuba – kanonierka marynarki wojennej Kuby z pierwszej połowy XX wieku, oficjalnie klasyfikowana jako krążownik. Pojedyncza jednostka zbudowana w 1911 roku w USA, największy okręt bojowy w historii Marynarki Wojennej Kuby. Służyła podczas I i II wojny światowej, wycofana z czynnej służby w 1961 roku, a ostatecznie skreślona w 1971 roku.
Uzbrojenie główne stanowiły dwa działa kalibru 102 mm uzupełnione przez działa mniejszego kalibru. Wyporność wynosiła 2055 ton. Napędzały ją maszyny parowe, pozwalające na osiąganie prędkości 14 węzłów.

## Historia
Podstawowymi jednostkami Marynarki Wojennej Kuby, utworzonej w 1909 roku, stały się kanonierki, z których pierwszą była 500-tonowa „Baire” zbudowana w 1906 roku w Gdańsku. W 1910 roku uchwalono pierwszy program rozbudowy marynarki, w wykonaniu którego zamówiono dwie duże i dwie małe kanonierki za granicą, przez co kubańska marynarka stała się jedną z najsilniejszych w Ameryce Środkowej. Największym ze zbudowanych okrętów była kanonierka „Cuba” o wyporności ponad 2000 ton, klasyfikowana oficjalnie jako krążownik (hiszp. crucero), wraz z mniejszą kanonierką „Patria”. W literaturze natomiast okręt ten opisywany jest jako kanonierka lub slup wojenny, a po II wojnie światowej – fregata.
Budowę okrętu zamówiono w amerykańskiej stoczni Crampa w Filadelfii. Według części publikacji, konstrukcyjnie był on wzorowany na małych krążownikach typu Montgomery budowanych dla marynarki amerykańskiej w latach 90. XIX wieku. Znana jest bliżej jedynie data wodowania okrętu 10 października 1911 roku, razem z kanonierką „Patria”, w dzień niepodległości Kuby. Okręt otrzymał imię „Cuba” (hiszp. Kuba). Matką chrzestną okrętu w dniu wodowania została młodsza córka prezydenta Kuby José Gómeza Mariana Gómez. Po wyposażeniu, próby morskie miały się odbyć wiosną 1912 roku. Koszt budowy wynosił około 510 tysięcy dolarów.

## Opis konstrukcji

### Architektura i kadłub
Okręt miał gładkopokładowy kadłub o wysokich burtach. Początkowo miał dziobnicę taranową i dwa cienkie kominy. Wyróżniającym elementem była rozbudowana nadbudówka dziobowa. Sylwetkę uzupełniały dwa maszty palowe, rufowy z gaflem. 
W latach 1936–37 okręt został zmodernizowany. Zastosowano wówczas prostą lekko wychyloną dziobnicę i pojedynczy szerszy lekko pochylony komin, a na nadbudówce dziobowej ustawiono masywniejszy maszt trójnożny z platformą. Podczas modernizacji w 1956 roku zmodyfikowano nadbudówki, zamieniono maszt trójnożny na lekki palowy, obniżono wysokość masztów i zastosowano ścięty kołpak na kominie.
Wyporność normalna była podawana jako 2055 ts (ton angielskich). Długość między pionami wynosiła 79,2 m. Szerokość wynosiła 11,9 m, a zanurzenie do 4,3 m.
Załoga liczyła 145 osób. 

### Uzbrojenie i wyposażenie
Główne uzbrojenie artyleryjskie stanowiły dwa działa kalibru 102 mm (4 cale). Umieszczone były w pojedynczych stanowiskach na pokładzie dziobowym i rufowym. 
Artylerię średniego kalibru i pomocniczą tworzyły początkowo cztery armaty kalibru 57 mm (6-funtowe), cztery armaty kalibru 47 mm (3-funtowe) i cztery armaty kalibru 37 mm (jednofuntowe). Po przystąpieniu do I wojny światowej, w 1918 roku uzbrojenie to zostało zmodyfikowane w USA (bliższe szczegóły nieznane). Po modernizacji w 1937 roku uzbrojenie składało się z sześciu armat kalibru 76 mm, czterech armat 57 mm i czterech armat kalibru 47 mm. Według niektórych źródeł, podczas II wojny światowej uzbrojenie stanowiła jedna armata przeciwlotnicza kalibru 76 mm i sześć armat kalibru 57 mm. Z kolei rocznik flot z 1953 roku podaje dwa bliżej nieokreślone działa kalibru 76 mm, jedno działo kalibru 76 mm  o długości lufy 23 kalibry (L/23) i cztery działa kalibru 57 mm. Od 1956 roku uzbrojenie stanowiły dwa działa kalibru 76 mm, cztery działa kalibru 57 mm i pięć działek przeciwlotniczych 20 mm.
Podczas II wojny światowej okręt otrzymał amerykańskie miotacze bomb głębinowych. W 1953 roku na uzbrojeniu nadal wykazywano dwa miotacze bomb głębinowych. Uzbrojenie uzupełniały dwa karabiny maszynowe. Podczas II wojny światowej wskazywano na uzbrojeniu cztery karabiny maszynowe, a w 1953 roku trzy karabiny maszynowe.
Podczas II wojny światowej, po 1941 okręt wyposażono w amerykański sonar i instalację demagnetyzacyjną, zdemontowane po wojnie. W 1956 roku okręt otrzymał radar.

### Napęd
Okręt napędzały pionowe maszyny parowe potrójnego rozprężania o mocy łącznej 6000 shp. Parę dostarczały pierwotnie kotły parowe Babcock opalane węglem. Siłownia pozwalała na osiąganie prędkości 18 węzłów. Zapas węgla wynosił 250 ton.
W latach 1936–37 dokonano modernizacji siłowni, instalując dwa kotły trójwalczakowe typu Foster-Wheeler, opalane paliwem płynnym. Prędkość okrętu do 1961 roku spadła do 14 węzłów.

## Służba
„Cuba”, klasyfikowana jako krążownik, stała się po wejściu do służby największym okrętem bojowym marynarki kubańskiej. Była zarazem największym okrętem bojowym w jej historii. W kwietniu 1917 roku Kuba przystąpiła do I wojny światowej po stronie państw Ententy i jej marynarka wraz z amerykańską patrolowała wokół Karaibów, bez starć z wrogiem. W 1918 roku „Cuba” przeszła w tym celu niewielką modernizację w USA i modyfikację uzbrojenia według amerykańskich standardów.
W latach 1936–37 okręt przeszedł dużą modernizację przy okazji wymiany kotłów na opalane paliwem płynnym. Unowocześniono przy tym formę dziobu, dwa kominy zastąpiono jednym szerszym i ustawiono maszt trójnożny. W trakcie II wojny światowej, Kuba również w grudniu 1941 roku wypowiedziała wojnę państwom Osi.   „Cuba” została wówczas wyremontowana i doposażona w Galvestonie, otrzymując sonar i miotacze bomb głębinowych. Marynarka kubańska wraz z amerykańską pełniła podczas wojny zadania eskortowe i patrolowe na Karaibach.
Po wojnie okręt kontynuował służbę w marynarce kubańskiej. W 1956 roku przeszedł remont połączony z niewielką modernizacją, podczas której otrzymał wyposażenie radarowe. Ze zmian wizualnych, zamieniono wówczas maszt trójnożny na lekki palowy oraz zastosowano ścięty kołpak na kominie. W 1961 roku okręt zakończył czynną służbę i został przekształcony w hulk koszarowy, a w 1971 roku został wycofany ze służby.